# Henning Ohlson
Olof Henning Ohlson, född 15 juli 1884 i Kinstaby, Söderala socken, Hälsingland, död 3 januari 1941 i Stockholm, var en svensk författare, manusförfattare och sjöman.
Ohlson skrev pjäsen Hälsingar 1922 som blev film 1923 och 1933. Han är begravd på Arbrå kyrkogård.

## Filmmanus i urval
- 1923 – Hälsingar
- 1924 – Flickan från Paradiset
- 1924 – Trollebokungen
- 1925 – Två konungar
- 1925 – Hennes lilla majestät
- 1926 – Dollarmillionen
- 1926 – Farbror Frans
- 1927 – Drottningen av Pellagonien
- 1928 – Janssons frestelse
- 1928 – Stormens barn
- 1928 – Ådalens poesi
- 1930 – Flottans lilla fästmö
- 1938 – Eli Sjursdotter

## Teaterpjäser i urval
- Sympatiska Simon, tillsammans med Fridolf Rhudin